# Ceuthophilus pallidipes
Ceuthophilus pallidipes is een rechtvleugelig insect uit de familie grottensprinkhanen (Rhaphidophoridae). De wetenschappelijke naam van deze soort is voor het eerst geldig gepubliceerd in 1905 door Walker.